# 珪長質岩
珪長質岩（けいちょうしつがん、英: felsic rock）あるいはフェルシック岩（フェルシックがん）とは、輝石、角閃石などの苦鉄質鉱物（マフィック鉱物）に乏しく、長石や石英などの珪長質鉱物（フェルシック鉱物）に富む岩石。
珪長質（けいちょうしつ、felsic）は成分として珪素(Si4+)や長石を含む岩石や鉱物に用いられる性質。珪素と長石のそれぞれの頭文字にちなむ。対義語は苦鉄質である。
SiO2含有量から定義された酸性岩とほぼ同じ意味で用いられることも多いが、定義が異なる。

## 主な珪長質岩
珪長質な岩石とは、花崗岩、流紋岩、片麻岩、砂岩、白色凝灰岩などを指す。

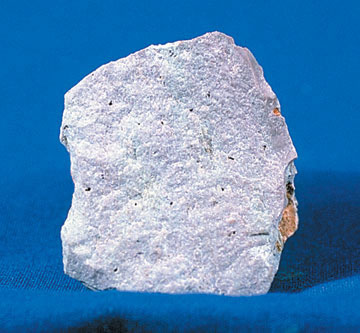
流紋岩
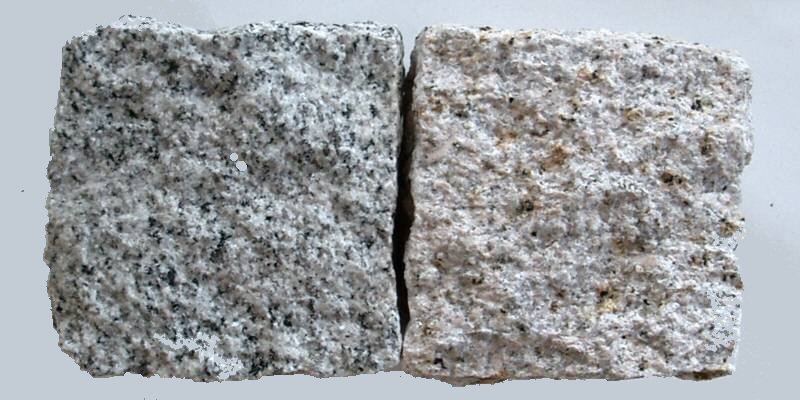
花こう岩